# Le Jugement dernier (Maître de la Sainte Parenté de Biberach)
Pour les articles homonymes, voir Jugement dernier (homonymie).
Le Jugement dernier du Maître de la Sainte Parenté de Biberach, appelé aussi Scène d'Intercession, est l'élément d'un retable créé selon toute vraisemblance entre 1510 et 1520 à Biberach (en Souabe) et attribué au Maître de la Sainte Parenté de Biberach ou à son atelier. Cette œuvre est exposée au musée des beaux arts de Lyon.

## Description
Matériaux et formes
Le relief de l'œuvre en forme horizontale allongée est composé en bois de tilleul. La supposition la plus probable est qu'il s'agit d'une prédelle, et aurait pu constituer la partie inférieure qui se trouve derrière l'autel d'une église, qu'on appelle retable.
Fonction
Il s'agit d'un support pour la prière, qui s'adresse aux chrétiens.

### Iconographie

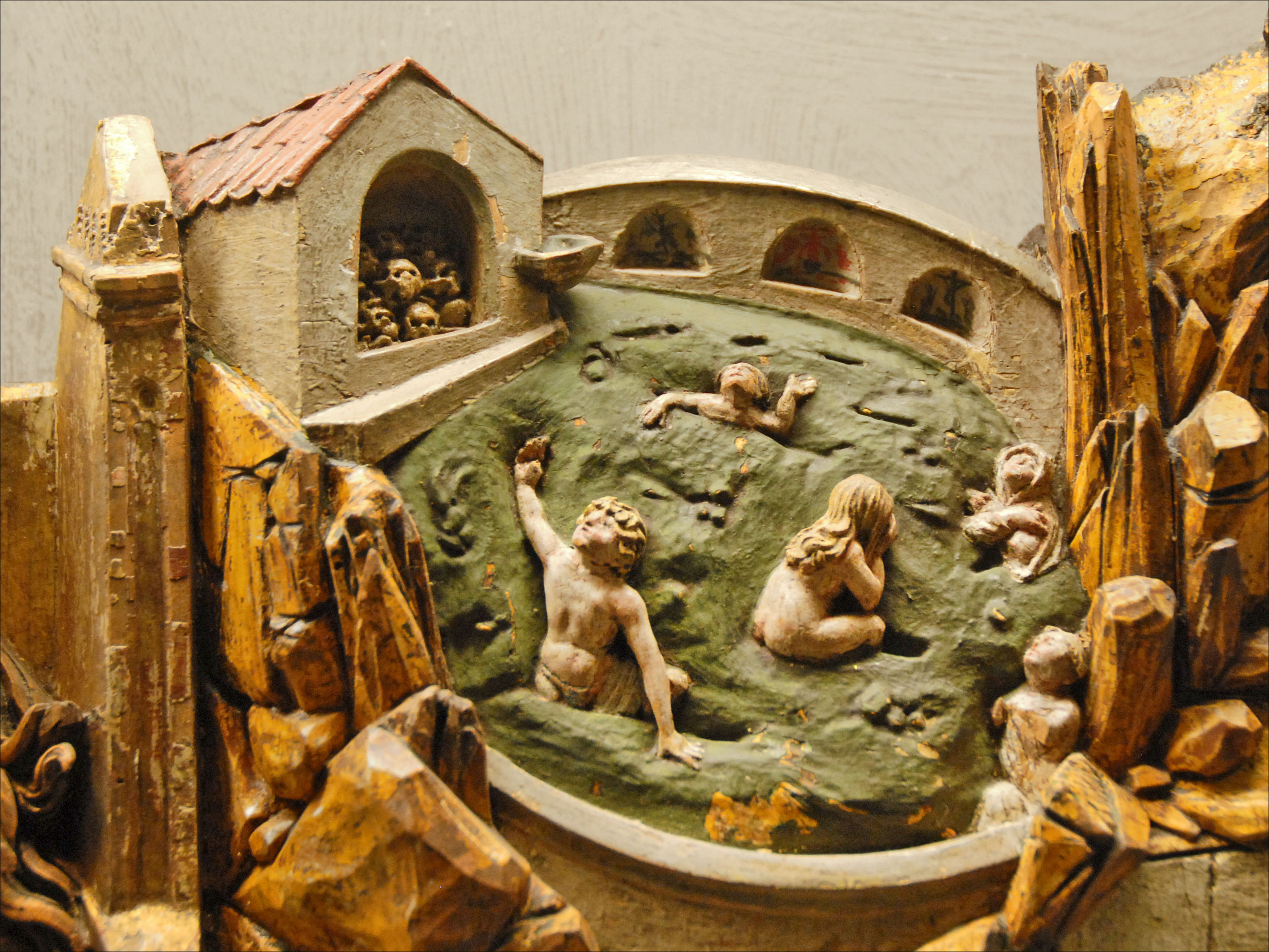
L'Enfer.

Cette œuvre met en scène les ravages de la peste au Moyen Âge associé avec la représentation du Jugement dernier. Au centre on retrouve cette illustration le peste qui a frappé les hommes, traduit par la déformations des visages, les prières en signes de supplication, adressés en supplication à Dieu.
Dieu est placé au-dessus des hommes, et représenté comme veillant à la mise en œuvre du châtiment qu’est la peste à l’encontre des pêcheurs.
À droite nous retrouvons la figure de la sainte Vierge Marie, main sur le cœur.
Derrière Marie, on peut voir la représentation de l'Enfer que l'on voit divisé en plusieurs registres, dans le but de représenter l'éventail de châtiments qui attendent les pêcheurs. 
À Gauche nous retrouvons la figure christique de Jésus, pourvu des attributs de la passion : couronne d'épine, stigmates... etc.
Derrière Jésus nous pouvons voir le Paradis, qui attend ceux qui furent pieux et bons.

## Thématique

### Justice divine

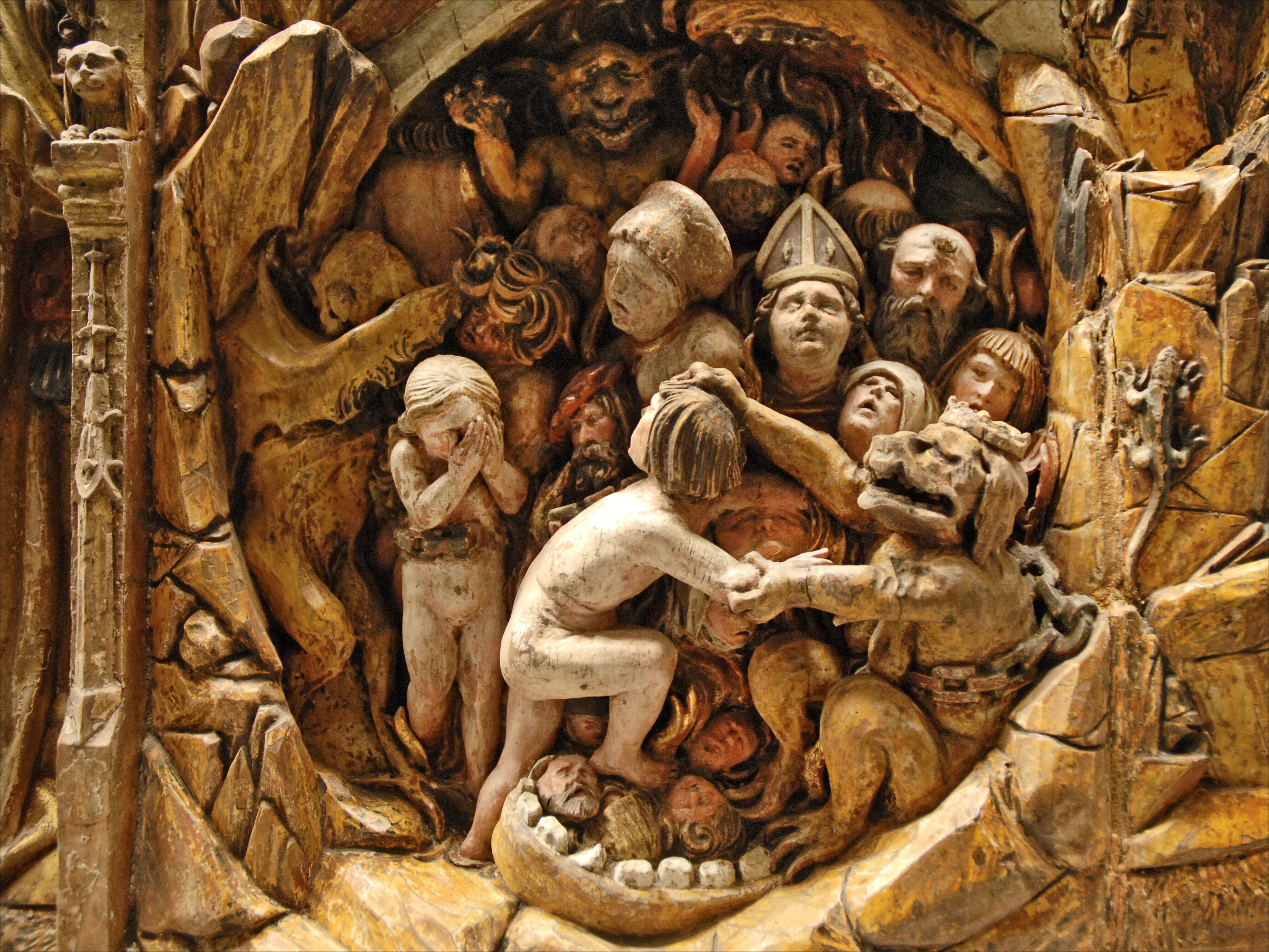
L'Enfer.

La peste était vu comme le châtiment de Dieu sur L'Europe en réponse aux péchés des hommes.
Dans cette œuvre est représenté le traitement équitable de la justice divine administrée par Dieu. Les privilèges, la supériorité sociale ou naturelle dont a pu jouir l'individu par rapport à d'autres, ne sont aucunement pris en compte dans le jugement divin. Seul importe les actions commises, dont il sera décidé en fonction, de la juste répartition des individus entre eux : le Paradis pour les êtres pieux et moraux, l'Enfer pour les pêcheurs.

### Justice naturelle
Du fait de la nature mortelle de tout être humain, on peut voir là ce qu’est la justice naturelle. Aucun mortel ne peut échapper à sa finalité qui est de mourir. En effet c'est à partir de sa nature éphémère et mortelle que peut s'opérer le châtiment divin et donc le rétablissement de l'égalité entre chacun.
La justice positive des hommes se retrouve ici impuissante face à la peste, et ne saurait se montrer apte à établir cette égalité. On peut même établir que c'est parce que l'Homme n'a su rendre sa propre justice suffisamment efficace aux yeux de Dieu, que ce dernier par son châtiment a préféré rétablir ainsi la justice naturelle, à partir de laquelle peut justement s'exercer la justice divine.